# Pan de cebolleta
Un pan o panqueque de cebolleta es un pan plano chino salado doblado con aceite y cebolleta picada. A diferencia del auténticos panqueques, se hace con masa en lugar de rebozado, de forma parecida a la paratha india. Se encuentra en China, Taiwán y otras partes del mundo con poblaciones chinas importantes, en restaurantes y puestos de venta callejeros, y también en supermercados asiáticos, congelado y envasado en plástico.
En Taiwán, comúnmente se piensa que el pan de cebolleta con la cebolleta cultivada en Sanxing de Yilan es el mejor.

## Variantes e innovaciones
A veces se añade a la cebolleta otros ingredientes, como brotes de hinojo picado o semillas de sésamo. Puede sustituirse la cebolleta por otra verdura, como maíz o pimiento en dados. De hecho, hay un postre chino llamado panqueque de judía roja (豆沙鍋餅) que sustituye la cebollas y la sal por una pasta de judía roja dulce.
Otro método de preparar los panes de cebolleta es freírlos cubriéndolos con huevo por un lado. Hay otro aperitivo chino llamado panqueque de huevo (蛋餅), que es casi idéntico al pan de cebolleta, salvo porque su masa es más fina y húmeda.
Un panqueque parecido puede hacerse con cebollino chino en lugar de cebolla, recibiendo el nombre de jiucai bing (韭菜饼) o jiucai you bing (韭菜油饼).
Una variante incluye añadir levadura a la masa y no aplanar el rollo hecha con ella para obtener un panqueque. Dicho rollo se fríe u hornea para obtener un pan.
En Norteamérica, los panes de cebolleta suelen servirse con salsa de soja, salsa de guindilla o salsa para mojar vietnamita (nước chấm).

## Leyenda china sobre la invención de la pizza
En China y Taiwán existe la creencia de que la pizza es una evolución del pan de cebolleta, llevada a Italia por Marco Polo:

Marco Polo echaba tanto de menos los panes de cebolleta que cuando volvió a Italia intentó encontrar cocineros dispuestos a preparárselos. Un día conoció a un cocinero de Nápoles en la fiesta de un amigo y logró convencerlo para que intentase recrear el plato. Tras medio día sin éxito, Marco Polo sugirió que pusiera el relleno encima en lugar de dentro de la masa. El cambio creó por casualidad un plato elogiado por todos en la fiesta. El cocinero regresó a Nápoles e improvisó añadiendo queso y otros ingredientes, formando la pizza actual.